# Bedřichov u Lysic
Bedřichov (deutsch Friedrichsfeld) ist eine Gemeinde in Tschechien. Sie befindet sich 15 Kilometer südwestlich von Boskovice und gehört zum Okres Blansko.

## Geographie

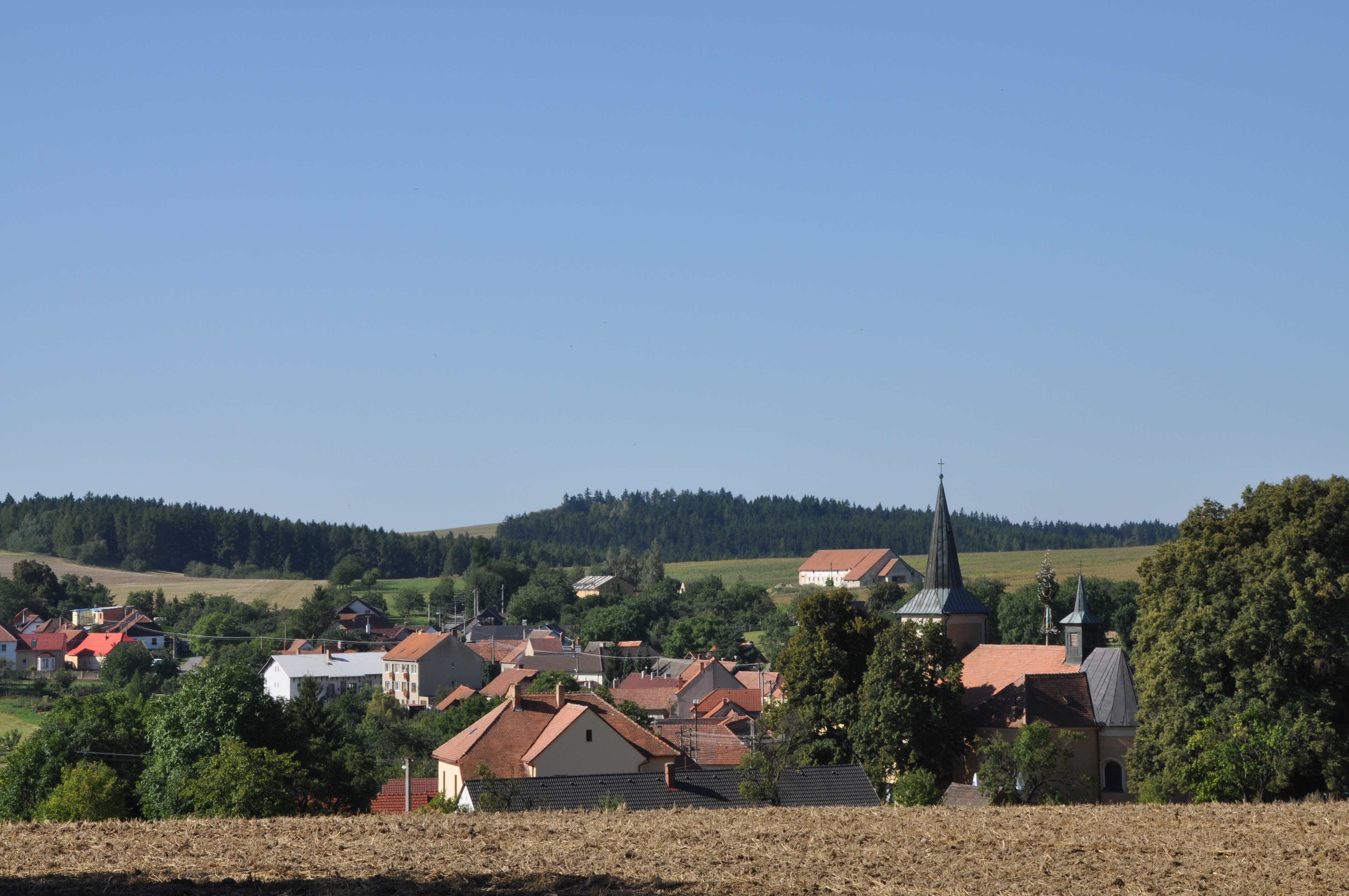
Ortsansicht

Bedřichov befindet sich auf einer Hochfläche in der Böhmisch-Mährischen Höhe. Das Dorf liegt im Quellgebiet der drei Bäche Bedřichovský, Lysický und Lhotecký potok.
Westlich erhebt sich der Láze (642 m) und im Süden der Babylon (656 m).
Nachbarorte sind Tasovice und Hluboké im Norden, Touboř und Kunice im Nordosten, Lhota u Lysic, Štěchov und Lačnov im Südosten, Kunčina Ves und Kozárov im Süden, Žleby im Südwesten, Osiky und Brumov im Westen sowie Černovice im Nordwesten.

## Geschichte
Die erste urkundliche Erwähnung von Bedřichov erfolgte im Jahre 1392.
Von 1850 bis 1960 gehörte das Dorf zum Okres Boskovice und kam nach dessen Auflösung zum Okres Blansko.

## Ortsgliederung
Für die Gemeinde Bedřichov sind keine Ortsteile ausgewiesen.

## Sehenswürdigkeiten
- Kirche St. Nikolaus, erbaut 1785, umgestaltet im 19. Jahrhundert
- Berg Babylon, mit einem 24 m hohen Aussichtsturm, erbaut 2000/01